# Лінія 13 (Паризький метрополітен)
Лінія 13 (відкрита як Лінія B; фр. Ligne 13 du métro de Paris) — одна з шістнадцяти ліній Паризького метро.
Лінія 13 сполучає західну частину Парижа з передмістям Аньєр-сюр-Сен, Женвільє, Кліші, Сен-Дені і Сен-Уан-сюр-Сен на півночі і до Малакофф, Ванв, Шатійон і Монруж на півдні.
Має 32 станції та 24.3 км завдовжки, це п'ята за завантаженістю лінія мережі з пасажирообігом 131,4 мільйона осіб у 2017 році.

## Історія
- 26 лютого 1911: Лінія B компанії Nord-Sud була відкрита від Сен-Лазара до Порт-де-Сен-Уен.
- 20 січня 1912: відкрито друге відгалуження лінії B між Ла-Фурш і Порт-де-Кліші.
- 1930: Компанію Nord-Sud купила компанія CMP. Лінія B стала лінією 13, а запланованій майбутній лінії C Nord-Sud було привласнено номер 14.
- 21 січня 1937: відкрита первісна лінія 14[en] між Б'єнвеню і Порт-де-Ванв.
- 27 липня 1937: лінія 14 була продовжена на північ від Б'єнвенюе до Дюрок і перебрала до свого складу дистанцію між Дюроком і Інвалідами від лінії 10.
- 30 червня 1952: лінія 13 була продовжена на північ від Порт-де-Сен-Уен до Карфур-Плеєль.
- 27 червня 1973: лінія була продовжена на південь від Сен-Лазара до Міромесніля.
- 18 лютого 1975: лінія була продовжена на південь від Міромесніля до Єлисейських полів — Клемансо.
- 26 травня 1976: лінія була продовжена на північ від Карфур-Плеєль до Сен-Дені — Базиліка.
- 9 листопада 1976: лінія була продовжена від Єлисейських полів до Дому інвалідів. Лінія 14 припинила існування як окрема лінія (залишивши її номер доступним для повторного використання в 1998 році) і введена до складу лінії 13. Лінія була продовжена на південь від Порт-де-Ванв до Шатійон — Монруж.
- 9 травня 1980: північно-західне відгалуження лінії було продовжено від Порт-де-Кліші до Габріеля Пері.
- 25 травня 1998: північне відгалуження було продовжено від базиліки Сен-Дені до Сен-Дені — Університету.
- 14 червня 2008: північно-західне відгалуження лінії було продовжено від Габріеля Пері до Ле-Куртиль.

## Станції
| Назва Мовою оригіналу                                              | Комуна                   | Дата відкриття           | Пересадки                      | Примітки                                                                 |
| Північно-західний напрям                                           | Північно-західний напрям | Північно-західний напрям | Північно-західний напрям       | Північно-західний напрям                                                 |
| ------------------------------------------------------------------ | ------------------------ | ------------------------ | ------------------------------ | ------------------------------------------------------------------------ |
| Аньєр — Женнвільє Ле-Куртій Les Courtilles                         | Аньєр-сюр-Сен, Женнвільє | 14 липня 2008            |                                |                                                                          |
| Лез-Аньєтт Les Agnettes                                            | Аньєр-сюр-Сен, Женнвільє | 14 липня 2008            |                                |                                                                          |
| Габрієль Пері Gabriel Péri                                         | Аньєр-сюр-Сен, Женнвільє | 3 травня 1980            |                                | На честь Габрієля Пері                                                   |
| Мері-де-Кліші Mairie de Clichy                                     | Кліші                    | 3 травня 1980            |                                |                                                                          |
| Порт-де-Кліші Трибунал-де-Парі Porte de Clichy                     | XVII                     | 20 січня 1912            | (RER) · (C) · (T) · [3b]       |                                                                          |
| Брошан Brochant                                                    | XVII                     | 20 січня 1912            |                                | На честь Андре Брошана де Вілльє                                         |
| Північний напрям                                                   |                          |                          |                                |                                                                          |
| Сен-Дені — Універсіте Saint-Denis — Université                     | Сен-Дені                 | 25 травня 1998           |                                | Поблизу Університету Париж VIII                                          |
| Базилік де Сен-Дені Отель-де-Віль Basilique de Saint-Denis         | Сен-Дені                 | 20 червня 1976           | (T) · [1]                      | Поблизу абатства Сен-Дені                                                |
| Сен-Дені — Порт-де-Парі Стад-де-Франс Saint-Denis — Porte de Paris | Сен-Дені                 | 20 червня 1976           |                                | Поблизу стадіону «Стад-де-Франс»                                         |
| Карфур-Плеєль Carrefour Pleyel                                     | Сен-Дені                 | 30 червня 1952           |                                | На честь Ігнаца Плеєля                                                   |
| Мері-де-Сент-Уан Mairie de Saint-Ouen                              | Сент-Уан                 | 30 червня 1952           |                                |                                                                          |
| Гарібальді Garibaldi                                               | Сент-Уан                 | 30 червня 1952           |                                | На честь Джузеппе Гарібальді                                             |
| Порт-де-Сент-Уан Porte de Saint-Ouen                               | XVII, XVIII              | 26 лютого 1911           | (T) · [3b]                     |                                                                          |
| Гі Моке Guy Môquet                                                 | XVII, XVIII              | 26 лютого 1911           |                                | На честь Гі Моке                                                         |
| Спільна дистанція                                                  |                          |                          |                                |                                                                          |
| Ла-Фурш La Fourche                                                 | XVII, XVIII              | 26 лютого 1911           |                                |                                                                          |
| Плас-де-Кліші Place de Clichy                                      | VIII, IX, XVII, XVIII    | 26 лютого 1911           | (М) · (2)                      |                                                                          |
| Льєж Liège                                                         | VIII                     | 26 лютого 1911           |                                |                                                                          |
| Сен-Лазар Saint-Lazare                                             | VIII, IX                 | 26 лютого 1911           | TER Haute-Normandie            | Вихід до вокзалу Сен-Лазар                                               |
| Міроменіль Miromesnil                                              | VIII                     | 27 квітня 1973           | (М) · (9)                      | На честь Армана Томи Юе де Міроменіля                                    |
| Шамз-Елізе — Клемансо Гран-Пале Champs-Élysées — Clemenceau        | VIII                     | 18 лютого 1975           | (М) · (1)                      | На площі Жоржа Клемансо                                                  |
| Енвалід Invalides                                                  | VII                      | 9 листопада 1976         | (М) · (8) · (RER) · (C)        | Поблизу Дому Інвалідів                                                   |
| Варенн Varenne                                                     | VII                      | 27 липня 1937            |                                |                                                                          |
| Сен-Франсуа-Ксав'є Saint-François-Xavier                           | VII                      | 27 липня 1937            |                                | На честь святого Франциска Ксав'єра                                      |
| Дюрок Duroc                                                        | VII, VII, XV             | 27 липня 1937            | (М) · (10)                     | На честь Мішеля Дюрока                                                   |
| Монпарнас — Б'єнвеню Montparnasse — Bienvenüe                      | VII, XIV, XV             | 21 січня 1937            | TER Centre TER Basse-Normandie | На честь вокзалу Монпарнас та творця паризького метро Фюльжанса Б'єнвеню |
| Гете Gaîté                                                         | XIV                      | 27 липня 1937            |                                |                                                                          |
| Пернеті Pernety                                                    | XIV                      | 27 липня 1937            |                                | На честь Жозефа-Марі Пернеті                                             |
| Плезанс Plaisance                                                  | XIV                      | 27 липня 1937            |                                |                                                                          |
| Порт-де-Ванв Porte de Vanves                                       | XIV                      | 27 липня 1937            | (T) · [3а]                     |                                                                          |
| Малакофф — Плато-де-Ванв Malakoff — Plateau de Vanves              | Малакофф, Ванв           | 9 листопада 1976         |                                |                                                                          |
| Малакофф — Рю-Етьєн-Доле Malakoff — Rue Étienne-Dolet              | Малакофф                 | 9 листопада 1976         |                                | На честь Етьєна Доле                                                     |
| Шатійон — Монруж Châtillon — Montrouge                             | Шатійон, Монруж          | 9 листопада 1976         | (T) · [6]                      |                                                                          |

## Перейменовані станції
- 20 січня 1912: Маркаде перейменовано на Маркаде — Баланьї.
- 1 серпня 1914: Берлін перейменовано на Льєж.
- 27 січня 1946: Маркаде — Баланьї перейменовано на Гі Моке .
- 25 травня 1998: Сен-Дені — Базилік перейменовано на Базилік-де-Сен-Дені.
- 14 червня 2008: Габріель Пері — Аньєр — Дженневільє перейменований на Габріель Пері.

## Туризм
Лінію 13 прокладено біля кількох визначних місць:
- Сен-Дені та його середньовічна базиліка, в якій знаходяться гробниці королів Франції та Стад-де-Франс.
- Сент-Уен і його знаменитий блошиний ринок.
- Нижні Єлисейські поля поблизу Великого палацу і Малого палацу.
- Дім Інвалідів, де знаходиться могила Наполеона Бонапарта.
- Монпарнас, його знамениті кав'ярні та вежа Монпарнас.